# Вальтер Кінцель
Вальтер Кінцель (нім. Walther Kinzel; 17 серпня 1880, Берлін — 3 жовтня 1964, Бад-Мергентгайм) — німецький військово-морський діяч, віце-адмірал крігсмаріне (1 вересня 1941). Кавалер Німецького хреста в сріблі.

## Біографія
10 квітня 1899 року вступив на флот кадетом. Пройшов підготовку на навчальному кораблі «Штош» і в військово-морському училищі. У 1902-04 роках знаходився в плаванні на Далекий Схід. Закінчив Військово-морську академію (1910). З 13 серпня 1912 року — артилерійський офіцер на лінійному кораблі «Церінген», з 29 вересня 1912 по 10 квітня 1916 року — «Кайзер». Учасник Першої світової війни. 11 квітня 1916 року переведений в Імперське морське управління, начальник відділу.
Після закінчення війни зберіг свій пост. З 2 квітня 1922 року — командир крейсера «Тетіс». З 4 жовтня 1923 року — начальник штабу Спільного управління Морського керівництва. 6 січня 1925 року очолив Відділ військово-морських озброєнь. З 1 жовтня 1928 року — інспектор морської артилерії. 30 вересня 1932 року вийшов у відставку.
1 січня 1939 року знову зарахований на службу і 20 жовтня 1940 року призначений начальником головного штабу військово-морських верфей у Франції. В його підпорядкування передані всі морські будівельні підприємства на окупованій німецькими військами території Франції. 1 квітня 1944 року звільнений у відставку.

## Нагороди
- Орден Меджида 4-го класу (Османська імперія; 9 січня 1904)
- Орден Червоного орла 4-го класу (24 червня 1914)
- Орден Заслуг (Чилі), командорський хрест (31 серпня 1914)
- Залізний хрест
  - 2-го класу (6 січня 1916)
  - 1-го класу (19 грудня 1917)
- Орден «За заслуги» (Баварія) 4-го класу з мечами і короною
- Хрест «За військові заслуги» (Мекленбург-Шверін) 2-го класу
- Ганзейський Хрест (Гамбург)
- Хрест «За вислугу років» (Пруссія) (25 років)
- Почесний хрест ветерана війни з мечами
- Хрест Воєнних заслуг
  - 2-го класу з мечами (1 вересня 1941)
  - 1-го класу з мечами (30 січня 1942)
- Німецький хрест в сріблі (31 березня 1944)